# 政治会议

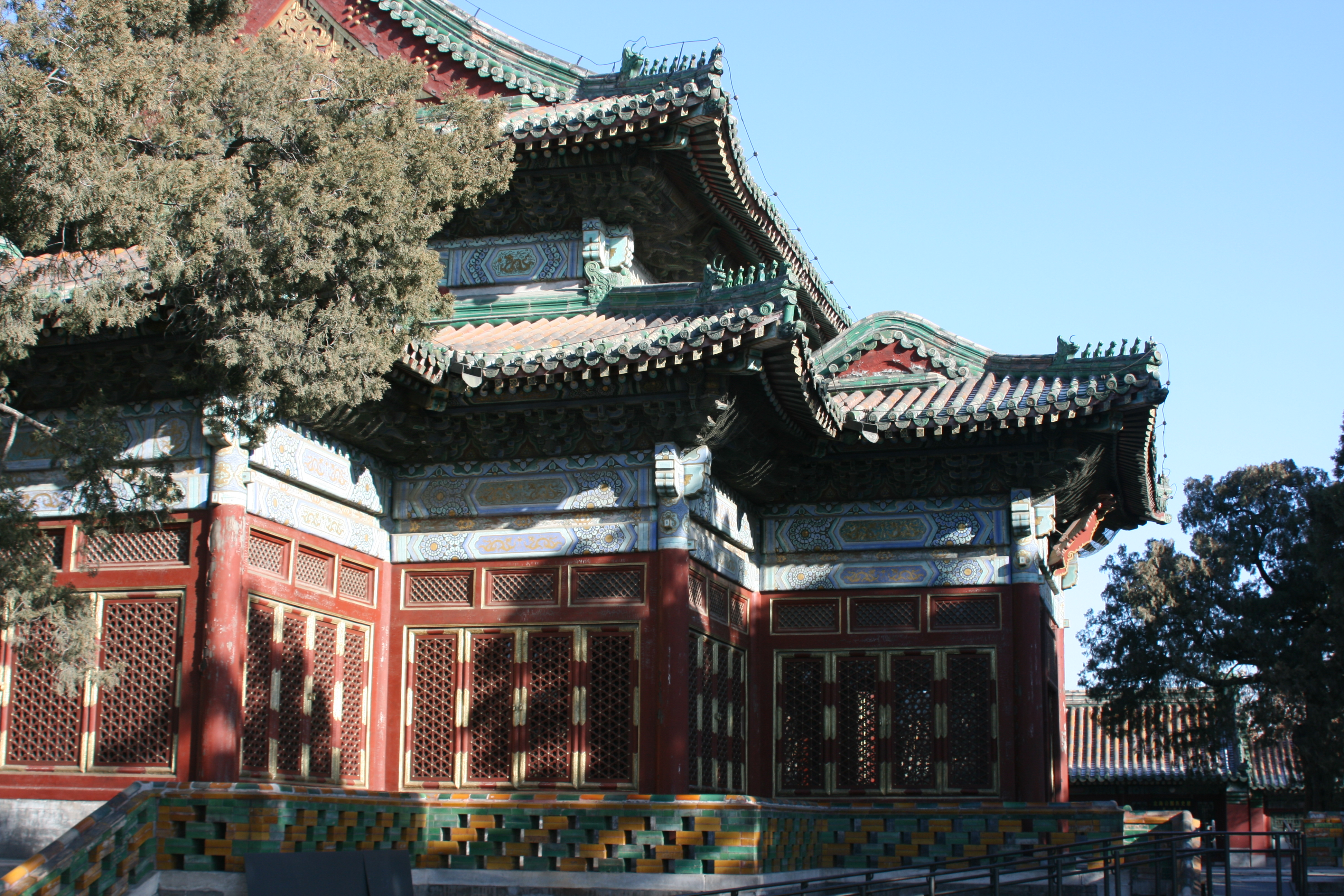
北海团城承光殿，1913年12月15日，政治会议在此举行开会式。此后这里成为政治会议开会场所。

政治会议（全稱中央政治會議）是1913年（民国二年）中华民国成立的一个中央政治咨询机构，屬於國會無法正常運行后的一個過度性組織。

## 沿革
1913年11月4日，袁世凱以赣省内亂製造者李烈钧与国民党本部及国民党国会议员有密电来往勾结之实爲由，为挽救国家之危亡，减轻国民之痛苦，下令解散国民党，同時宣布取消国民党籍议员的议员资格，追缴议员证书及徽章。解散国民党造成了国会因不能达到法定人数而无法开会，致使国会瘫痪。
同年11月5日，国务院奉令通电各省行政长官，要求各省选派委员二人到北京组织政治会议，选拔条件是年龄在35 岁以上，有10年以上行政经验，明于世界大势，品学俱优。在解散国民党造成国会瘫痪的情况下，袁世凯以政府不能无咨询机关为理由，下令组织政治会议。11月26日，大总统袁世凯发布《政治会议组织令》，该令称，
共和精義，在集衆思，廣忠益，以謀利國福民，期於實事求是。現在正式政府已經成立，本大總統督同國務員，業將大政方針次第議决。但建設之始，萬端待理，關於根本大計，討論尤貴精詳。前經電令各省舉派人員來京特開政治會議，以免內外隔閡，俾得共濟時艱。現各省所派之員不日齊集，應再由國務總理舉派二人，各部總長每部舉派一人，法官二人，蒙藏事務局酌量舉派數人，本大總統特派李經羲、梁敦彥、樊增祥、蔡鍔、宝熙、馬良、趙惟熙，合組政治會議機關，務各竭所知，共襄郅治，奠邦基於磐石，以慰全國喁喁待治之心，本大總統有厚望焉。此令。
12月21日，《政治会议秘书厅规则》公布，12月24日《政治会议规则》公布。
1914年1月10日，政治会议议决，以国会“组织不良，万不获已而求改善”为由，宣布停止国会参众两院现任议员的职务，每人分发旅费400元饬令回籍。同日，袁世凯据此正式下令解散了国会。2月3日，袁世凯下令各省“将各地方现设之各级自治会立予停办”，2月4日袁世凯以21省都督、民政长请求解散省议会为由，将该问题交政治会议讨论，政治会议议决应行解散。2月28日袁世凯下令“将各省议会一律解散”。1914年1月24日，政治会议议决成立约法会议这一临时立法机构。
1915年5月26日，参政院根据约法会议制定的《参政院组织法》成立，政治会议乃停止。

## 组成
1913年12月15日，政治会议成立。其组成人员有：
- 議長：李經羲
- 副議長：張國淦
- 議員：
  - 總統府特派：李經羲 梁敦彥 樊增祥 蔡鍔 寶熙 馬良 趙惟熙 楊度
  - 國務總理派：方樞 吳貫因
  - 外交部選派：陳懋鼎
  - 內務部選派：顧鼇
  - 財政部選派：吳乃琛
  - 陸軍部選派：徐樹錚
  - 海軍部選派：王崇文
  - 司法部選派：余紹宋
  - 教育部選派：許壽裳
  - 工商部選派：夏敬觀
  - 農林部選派：劉馥
  - 交通部選派：陸夢熊
  - 大理院選派：汪燨芝 姚震
  - 蒙藏事務局選派：阿穆爾靈圭 那彥圖 江贊桑布 貢桑諾爾布 塔旺布鲁克札勒 廈仲阿旺益喜 根頓丹增諾爾布
  - 綏遠城將軍選派：吳淵 劉朝望
  - 烏里雅蘇台將軍選派：徐蔚
  - 阿爾泰辦事長官選派：恩華
  - 直隸：梁建章 劉彭壽
  - 山東：王丕煦 艾慶鏞
  - 山西：邢殿元 李慶芳
  - 河南：沈銘昌 王印川
  - 安徽：江紹杰 孫毓筠
  - 陝西：王恆晉 白常潔
  - 江蘇：許鼎霖 張一麐
  - 浙江：孫世偉 朱文劭
  - 江西：梅光遠 夏孫桐
  - 湖北：劉邦驥 夏壽康
  - 湖南：貝允昕 任福黎
  - 四川：鄧鎔 胡忠亮
  - 雲南：朱家寶 周傳性
  - 貴州：黎淵 王樸
  - 福建：林萬里 李景銘
  - 廣東：周易 蘇乃鍇
  - 廣西：朱為潮 汪德溥
  - 奉天：張國淦 陳瀛洲
  - 吉林：齊忠甲 徐鼎康
  - 黑龍江：蔡運升 張志潭
  - 新疆：王學曾 楊增炳
  - 甘肅：范振緒 秦望瀾
  - 熱河：艾知命
  - 打箭爐：嚴崇經

政治会议设秘书厅，秘书长为顧鼇。